# John Gunderson
John Gunderson, född 20 juni 1942, död 11 januari 2019, var en amerikansk psykiatriprofessor vid Harvard och chef på Borderlinecentret på McLean Hospital. Han har gjort omfattande studier på borderline personlighetsstörning och varit delaktig i ett stort antal böcker och andra publikationer gällande borderline och andra personlighetsstörningar. Enligt Massachusetts General Hospital har han genom sina framgångar inom studier på BPS lett till att han kallats för "fadern" av BPS. Han ledde den akademiska grupp som skrev beskrivningarna av personlighetsstörningar i fjärde upplagan av American Psychiatric Associations Diagnostic and Statistical Manual of Mental Disorders (DSM). År 2009 startade McLean Hospital "the Gunderson Residence", ett nytt behandlingscenter i Cambridge, Massachusetts uppkallad efter Gunderson.